# Auguste Anicet-Bourgeois
Auguste Anicet-Bourgeois (Parigi, 1806 – Pau, 1871) è stato un drammaturgo e librettista francese.
Apprezzato autore drammatico, scrisse la commedia Les mariages d'aujourd'hui (1861) e il dramma Rocambole (1864).

## Opere (parziale)

### Vaudevilles
- 1829: Mathieu Laensberg, commedia-vaudeville in 2 atti, con Ferdinand de Villeneuve e Louis-Émile Vanderburch;
- 1830: Le Congréganiste, ou les Trois éducations, commedia-vaudeville in 3 atti, con de Villeneuve;
- 1830: Une nuit au Palais-Royal, ou la Garde nationale in 1830, tableau-vaudeville, con Francis Cornu;
- 1831: L'audience du Prince, commedia-vaudeville in un atto, con de Villeneuve e Charles de Livry;
- 1831: La Belle-fille, commedia-vaudeville in 1 atto, con Francis Cornu;
- 1831: Le Grenadier de l'île d'Elbe, pièce in 3 atti, con Francis Cornu;
- 1832: Les Deux Diligences, commedia-vaudeville in 1 atto;
- 1835: La Savonnette impériale, commedia-vaudeville in 2 atti, con Dumanoir;
- 1835: La Fiole de Cagliostro. con Dumanoir e Édouard Brisebarre.
- 1837: Le Portefeuille ou Deux familles,  con Adolphe d'Ennery;
- 1839: Les Pêcheurs du Tréport, vaudeville in 1 atto, con Ferdinand Laloue;
- 1839: Les Pilules du diable, féerie in 3 atti e 20 quadri, con Laloue;
- 1840: Le mirliton enchanté, féerie in 5 atti, con Laloue;[1]
- 1840: L'orangerie de Versailles, commedia vaudeville in 3 atti, con Laloue;
- 1841: Le Marchand de bœufs, vaudeville in 2 atti, con Laloue;
- 1842: Un rêve de mariée, vaudeville in 1 atto, con Laloue;
- 1843: Don quichotte et Sancho Pança, pièce in 2 atti e 13 quadri, con Laloue;
- 1844: La Corde de pendu, féerie in 3 atti e 19 quadri, con Laloue;
- 1844: La Dame de Saint-Tropez, con Adolphe d'Ennery;
- 1845: Porthos à la recherche d'un équipement, commedia-vaudeville in 1 atto, con Dumanoir e Édouard Brisebarre;
- 1850: La Petite Fadette, commedia-vaudeville in 2 atti dal romanzo di George Sand, con Laffont;
- 1851; Le Mari de la veuve, commedia-vaudeville in 1 atto e in prosa, con Eugène Durieu e Alexandre Dumas;
- 1857: L'Aveugle, dramma in 5 atti, con d'Ennery;

### Drammi
- 1830: Robespierre, ou le 9 Thermidor, dramma in 3 atti, e 9 quadri, con Francis Cornu.
- 1830: Napoléon, pièce storica in 3 parti, con Francis Cornu;
- 1831: Les Chouans, ou Coblenz et Quiberon, dramma in 3 atti, con Francis Cornu,  versione teatrale di Les Chouans di Honoré de Balzac.
- 1831: Jeannette, mélodramma in 3 atti e 6 tempi, con Francis Cornu;
- 1832: Périnet Leclerc, ou Paris in 1418, dramma in prosa, in 5 atti, con Lockroy, da Scènes historiques di Dumas.
- 1834: L'Impératrice et la Juive, dramma in 5 atti, con Lockroy.
- 1834: La Vénitienne, dramma in 5 atti, con Alexandre Dumas.
- 1835: Karl, ou le Châtiment, dramma in 4 atti, con Joseph-Philippe Simon Lockroy.
- 1835: La Nonne sanglante, dramma in 5 atti. con Julien de Mallian.
- 1835: Les Mineurs, mélodramma in 3 atti, con Francis Cornu;
- 1836: Nabuchodonosor, dramma in 4 atti, con Francis Cornu e Pierre Elzéar;
- 1836: Héloïse et Abeilard, dramma in 5 atti, con Francis Cornu;
- 1836: Le Spectre et l'Orpheline, dramma in 4 atti, con Francis Cornu;
- 1836: Jérusalem délivrée, pièce in 4 atti e in 10 quadri, con Francis Cornu;
- 1838: Dgenguiz-Khan ou La conquête de la Chine, dramma in 3 atti, con Ferdinand Laloue.
- 1838: Le géant ou David et Goliath, pièce biblica in 4 atti e 9 quadri, con Laloue;
- 1843: Madeleine, dramma in 5 atti, con Albert.
- 1846: Le Docteur noir con Dumanoir;
- 1846: Marie ou l'Inondation, dramma in 5 atti e 6 quadri, con Francis Cornu;
- 1848: Nôtre-Dame des Anges, dramma in 6 atti e 8 quadri di cui un prologo: Un Mariage in 1793,
- 1848: Marceau, ou Les Enfants de la République, dramma in 5 atti e 10 quadri, con Michel Masson.
- 1849: Les Mystères de Londres, ou les Gentilshommes de la nuit, dramma in 5 atti e 10 quadri, con Paul Féval.
- 1849: La Sonnette du Diable, dramma fantastico in 5 atti e 12 quadri, con prologo e épilogo, tratto da Mémoires du Diable de Frédéric Soulié, con Paul de Guerville.
- 1850: Les Sept Péchés capitaux, dramma in 7 atti, di cui un prologo.
- 1851: Marianne, dramma in 7 atti.
- 1851: Le Muet de St Féréol, dramma in 6 atti e à spectacle, con Michel Masson;[2]
- 1852: Les Maréchaux de l'empire, dramma in 5 atti e 15 quadri, Rappresentata nel 1856.
- 1859: Les Pirates de la Savane, dramma in 5 atti, con Ferdinand Dugué.
- 1861: La Fille des chiffonniers, dramma in 5 atti e 8 quadri, con Ferdinand Dugué.
- 1862: Cadet-Roussel, dramma in 7 atti di cui un prologo in 2 atti. con Amédée Rolland e Jean Du Boys.
- 1862: Le Bossu, dramma in 5 atti e 12 quadri, con Paul Féval.
- 1862: La Bouquetière des innocents, dramma storiqco in 5 atti e 11 quadri, con Ferdinand Dugué.
- 1864: Rocambole, dramma in 5 atti e 9 quadri, con Pierre Alexis Ponson du Terrail e Ernest Blum.

### Mélodrammi
- 1825: Gustave, ou le Napolitain, mélodramma in 3 atti, con Benjamin Antier;
- 1829: Sept heures ou Charlotte Corday, mélodramma in 3 atti, con Victor Ducange;
- 1829: Macbeth, mélodramma in 5 atti con un prologo, libera versione da William Shakespeare, con Victor Ducange;
- 1830: Le Sournois, mélodramma in 2 atti, con Hippolyte Lévesque;
- 1832: Atar-Gull, mélodramma in 3 atti e 6 quadri, dal romanzo di Eugène Sue, con Michel Masson;